# 그대는 음란한 나의 여왕
《그대는 음란한 나의 여왕》(일본어: 君は淫らな僕の女王 기미와 미다라나 보쿠노 조오[*])은 원작: 오카모토 린, 작화: 요코야리 멘고에 의해 만들어진 일본의 만화 작품이다. 어떤 소원을 들어주는 대신 자제심을 일정 시간 잃어버리는 여주인공과 그 소꿉친구 남자의 일상을 그린 에로틱 코미디이다. 2012년부터 2017년에 걸쳐 《주간 영 점프》 및 그 증간호인 《미라클 점프》·《영 점프 GOLD》(모두 슈에이샤)에 게재되었다. 총 11화이다.

## 줄거리
본작의 주인공 사이토 아키라는 어렸을 때 떨어져 지낸 소꿉친구 카와나 스바루가 다니는 기숙사제 학교에 합격해 스바루와 재회를 이룬다. 그러나 스바루는 재회한 아키라에게 차가운 태도를 취한다. 그러던 중 아키라는 어떤 실없는 소문을 듣는다. 그것은 뒤의 신이라고 불리는 신에게 소원을 빌면 그 소원이 이루어진다는 것이었다. 스바루와의 거리를 좁히고 싶은 아키라가 기숙사의 자기 방과 스바루의 방을 연결해주길 뒤쪽 신에게 바라보면 실제로 소원이 이뤄지게 된다. 당황하는 아키라와 스바루 앞에 뒷신이 나타나 소원을 이룬 보상으로 스바루로부터 자제심을 빼앗는다. 자제심을 잃은 스바루는 아키라에 대해 차가운 태도를 취했던 이유를 털어놓으며, 더욱이 아키라에게 성관계를 요구해 아키라를 놀라게 한다.
그 후, 스바루에게 허혼이 있는 것이 발각된다. 아키라는 충격을 받지만 스바루로부터 교내 정기시험에서 3년간 1등을 할 수 있다면 좋아하는 남자와 결혼해도 좋다는 약속을 아버지와 나눈 것으로 전해진다. 그러나 어느 번의 정기시험에서 스바루는 1등을 차지하지 못하고 아버지로부터 허혼과 결혼하라는 명령을 받는다. 스바루는 아버지에 대해 처음으로 속내를 털어놓았고, 이에 아버지도 생각을 바꾼다.
일련의 사건을 거쳐 아키라와 스바루는 남녀 사이가 되지만 이후 스바루의 아버지가 경영하는 회사가 경영 위기에 빠진다. 이 사태에 스바루의 허혼이 스바루와의 결혼을 조건으로 구제를 신청하고, 스바루도 고뇌의 판단으로 이를 승낙한다. 하지만 아키라는 스바루의 여동생과 함께 실랑이를 실행하며 자제심과 대신 '스바루를 돕기 위한 힘'을 얻고, 스바루를 궁지에서 구한다. 그리고 3년 후 아키라가 스바루에게 구혼하면서 이야기는 끝난다.

## 등장인물
사이토 아키라(斉藤 アキラ, さいとう アキラ)
목소리 - 하라다 사야카
본작의 주인공이다. 어렸을 때 스바루와 만났고, 그 이후로 쭉 스바루에게 호의를 품고 있다.
카와나 스바루(川奈 昴, かわな すばる)
목소리 - 이시다 아키라
본작의 여주인공이다. 옛 화족 출신으로 재색을 겸비한 아가씨이다.
어렸을 때 아키라를 만났고, 그 이후 줄곧 아키라에게 호의를 갖고 있다. 본래는 남자답고 까칠한 성격이지만, 과거 아키라에게 남자같다는 말을 들은 것이 계기가 되어, 여자답게 행동하게 된다. 또 변태적인 면도 있어, 아키라를 생각해서 항상 자위행위를 하고 있다.

## 등장용어
주술궂다
본작에 등장하는 안주에서는 두 인간이 뒤편의 신에게 같은 소원을 빌면 뒤편의 신이 그 소원을 들어준다. 주는 주술이 이뤄질 경우 둘 중 먼저 소원을 제기한 인간은 하루에 1시간 뒤의 신에게 자제심을 빼앗기고 본능대로 행동하게 된다. 또한 빼앗긴 자제심이 규정량에 도달할 경우 주술 효과는 사라지고 동시에 자제심도 빼앗기지 않게 된다.

## 제작배경
본작은 오카모토가 연재하는 중간 기획으로서 스타트했다. 처음에는 한 편의 단편으로 끝날 예정이었으나 여주인공이 자제심을 잃는다는 설정이나 귀여운 도색과 에로 묘사의 간극이 화제가 되어 이후 부정기로 속편이 발표되기 시작했다.
본 작품은 오카모토가 네임을 작성하고 그 후 요코야리가 작화를 하는 형태로 제작된다.

## 작풍
이 작품은 남성을 타깃으로 제작되었다.
라이터 마츠우라 진테츠는 이 작품을 "독자의 욕망에 직설적인" 작품이라고 평가하고 있다. 망가 박스의 편집장인 야스에 료타는 본작에 대해 소꿉친구인 고교생 2명의 러브 코미디로도 기승전결이 제대로 전개되고 있다고 평가했다.

## 서지정보
- 원작: 오카모토 린·작화: 요코야리 멘고 《그대는 음란한 나의 여왕》 슈에이샤 〈영 점프 코믹스〉, 전 2권
  1. 2013년 2월 24일 제1쇄 발행 (2월 19일 발매[13]), ISBN 978-4-08-879525-6
  2. 2017년 11월 22일 1쇄 발행 (11월 17일 발매[14]), ISBN 978-4-08-890753-6